# Ligue Magnus 2009/2010
Sezóna 2009/2010 byla 88. sezónou Francouzské hokejové ligy. Vítězem play-off a celého ročníku se stal tým Dragons de Rouen.

## Základní část
| Poř. | Tým                           | Z  | V  | VP | R | PP | P  | B  | VG  | IG   | +/-  |
| ---- | ----------------------------- | -- | -- | -- | - | -- | -- | -- | --- | ---- | ---- |
| 1    | Dragons de Rouen              | 26 | 19 | 2  | 0 | 2  | 3  | 44 | 138 | 64   | + 74 |
| 2    | Diables Rouges de Briançon    | 26 | 18 | 3  | 0 | 2  | 3  | 44 | 127 | 66   | + 61 |
| 3    | Ducs d'Angers                 | 26 | 18 | 1  | 0 | 0  | 7  | 38 | 136 | 71   | + 65 |
| 4    | Gothiques d'Amiens            | 26 | 15 | 3  | 0 | 0  | 8  | 36 | 130 | 91   | + 39 |
| 5    | Brûleurs de Loups de Grenoble | 26 | 18 | 2  | 0 | 1  | 5  | 35 | 112 | 75   | + 37 |
| 6    | Pingouins de Morzine          | 26 | 10 | 4  | 0 | 0  | 12 | 28 | 97  | 107  | – 10 |
| 7    | Étoile noire de Strasbourg    | 26 | 12 | 1  | 0 | 1  | 12 | 27 | 75  | 88   | – 13 |
| 8    | Ducs de Dijon                 | 26 | 9  | 3  | 0 | 3  | 11 | 27 | 102 | 126  | – 24 |
| 9    | Chamois de Chamonix           | 26 | 8  | 2  | 0 | 3  | 13 | 23 | 83  | 104  | – 21 |
| 10   | Ours de Villard-de-Lans       | 26 | 9  | 0  | 0 | 4  | 13 | 22 | 96  | 102  | – 7  |
| 11   | Rapaces de Gap                | 26 | 9  | 1  | 0 | 1  | 15 | 21 | 73  | 93   | – 20 |
| 12   | Dauphins d'Épinal             | 26 | 6  | 0  | 0 | 4  | 16 | 16 | 85  | 1247 | – 39 |
| 13   | Bisons de Neuilly-sur-Marne   | 26 | 3  | 1  | 0 | 2  | 20 | 10 | 82  | 162  | – 80 |
| 14   | Avalanche Mont-Blanc          | 26 | 4  | 1  | 0 | 1  | 20 | 9  | 74  | 137  | – 63 |

- Grenoble : – 6 B.
- Mont-Blanc : – 2 B.

## Play off

### Předkolo
- Brûleurs de Loups de Grenoble – Dauphins d'Épinal 2:0 (3:1, 4:1)
- Pingouins de Morzine – Rapaces de Gap 2:0 (5:3, 4:2)
- Étoile noire de Strasbourg – Ours de Villard-de-Lans 2:0 (3:2 SN, 5:3)
- Ducs de Dijon – Chamois de Chamonix 1:2 (4:6, 2:1, 2:4)

### Čtvrtfinále
- Dragons de Rouen – Chamois de Chamonix 3:0 (8:4, 6:2, 6:3)
- Diables Rouges de Briançon – Étoile noire de Strasbourg 3:1 (5:1, 5:3, 2:3, 5:3)
- Ducs d'Angers – Pingouins de Morzine 3:0 (6:2, 5:0, 4:0)
- Gothiques d'Amiens – Brûleurs de Loups de Grenoble 1:3 (2:4, 5:3, 1:3, 3:6)

### Semifinále
- Dragons de Rouen – Brûleurs de Loups de Grenoble 3:0 (4:3 SN, 6:3, 3:2 SN)
- Diables Rouges de Briançon – Ducs d'Angers 2:3 (2:1 SN, 2:4, 3:2, 2:3, 2:4)

### Finále
- Dragons de Rouen – Ducs d'Angers 3:2 (1:2, 2:4, 4:2, 6:1, 4:2)

## Baráž
- Bisons de Neuilly-sur-Marne – Avalanche Mont-Blanc 2:3 (3:2 SN, 3:1, 2:4, 2:3 SN, 2:6)

Tým Bisons de Neuilly-sur-Marne sestoupil do Divize 1.

## Kanadské bodování základní části
| Hráč               | Klub     | Zápasy | Branky | Asistence | Body |
| ------------------ | -------- | ------ | ------ | --------- | ---- |
| Jonathan Bellemare | Angers   | 26     | 18     | 43        | 61   |
| Carl Mallette      | Rouen    | 26     | 16     | 38        | 54   |
| Marc-André Bernier | Briançon | 25     | 27     | 21        | 48   |
| Éric Fortier       | Angers   | 26     | 20     | 28        | 48   |
| Julien Desrosiers  | Rouen    | 24     | 23     | 24        | 47   |